# Une comédie romantique
Pour plus de détails, voir Fiche technique et Distribution.
Une comédie romantique est une comédie romantique française réalisée par Thibault Segouin et sortie en 2022.

## Fiche technique
- Titre original : Une comédie romantique
- Réalisation : Thibault Segouin
- Scénario : Thibault Segouin
- Musique : François Villevieille
- Photographie : Marie Demaison
- Montage : Céline Cloarec et Anne-Sophie Morel
- Décors : Benoît Julienne
- Costumes : Julie Miel
- Production : Constantin Briest
- Sociétés de production : Alba Films et Latika
- Société de distribution : Alba Films
- Pays de production :  France
- Langue originale : français
- Format : couleur — 2,35:1
- Genre : Comédie romantique
- Durée : 98 minutes
- Dates de sortie :
  - France : 16 novembre 2022

## Distribution
- Alex Lutz : César
- Golshifteh Farahani : Salomé
- Olivier Chantreau : Pierre, frère de César
- Lucie Debay : Camille, épouse de Pierre
- Louise Pistre : Louise, fille de Salomé
- Tchéky Karyo : Pascal, père de César et Pierre
- Slimane Dazi : Ammad
- Alexandra Roth : Axelle
- Mariama Gueye : Diass
- Frédéric Deleersnyder : un passant